# Ма'аншан
Ма'аншан (马鞍山) град је Кини у покрајини Анхуеј. Према процени из 2009. у граду је живело 551.468 становника.

## Становништво
Према процени, у граду је 2009. живело 551.468 становника.
| 1990.   | 2000.   | 2009    |
| ------- | ------- | ------- |
| 444.586 | 513.017 | 551.468 |